# Tigidia typica
Tigidia typica là một loài nhện trong họ Barychelidae. Loài này phân bố ờ Madagascar.